# Aspilota vaga
Aspilota vaga är en stekelart som beskrevs av Sergey A. Belokobylskij 2007. Aspilota vaga ingår i släktet Aspilota och familjen bracksteklar. Inga underarter finns listade.